# Paul Waaktaar-Savoy
Paul Waaktaar-Savoy (ur. 6 września 1961 w Oslo) – norweski muzyk. W zespole A-ha jest kompozytorem i gra na gitarze.

## Odznaczenia
- Kawaler I Klasy Królewskiego Norweskiego Orderu Świętego Olafa – 2012[2]

## Wybrana filmografia
| Tytuł                              | Rok  | Uwagi                                       | Źródło |
| ---------------------------------- | ---- | ------------------------------------------- | ------ |
| "The Nation's Favourite Bond Song" | 2015 | film dokumentalny, reżyseria: Kerry Allison | [ 3 ]  |